# Zygmunt Bodnar
Zygmunt Bodnar (ur. 1907, zm. 1993) – polski fizyk. Absolwent Politechniki Lwowskiej. Od 1964 r. profesor Katedry Fizyki Politechniki Wrocławskiej.